# DROP (SQL)
DROPステートメント（英: DROP statement）は、関係データベース (RDBMS) からオブジェクトを削除する、SQLにおけるデータ定義言語 (DDL) ステートメントの1つである。
RDBMSにより削除可能なオブジェクトは異なる。しかしほとんどのRDBMSは、テーブル、ユーザ、データベースの各オブジェクトの削除は可能である。PostgreSQL等いくつかのシステムではDROP等のDDLステートメントの実行に伴い、内部的にトランザクションを発生させ、ロールバックが可能である。
DROPステートメントとDELETEステートメントは異なる。例えば、DELETEステートメントはテーブルから選択されたあるいは全てのデータを削除するが、一方DROPステートメントはデータベースからそのテーブル自体を削除する。

## 構文
```
DROP
 
オブジェクトタイプ
 
オブジェクト名
1
 
[,
オブジェクト名
2
・・・
];

```

主なオブジェクトタイプ：
TABLE（表）
VIEW（ビュー）
INDEX（索引）
DATABASE（データベース）
USER（ユーザ）

## サンプル
employeesという名前のテーブルを削除する：
```
 
DROP
 
TABLE
 
employees
;

```